# Buddy (坂本真綾の曲)
「Buddy」（バディ）は、坂本真綾の19枚目のシングル。2011年10月19日にflying DOGから発売された。

## 概要
前作「DOWN TOWN/やさしさに包まれたなら」から約1年ぶりのリリースで、「マジックナンバー」以来約2年ぶりとなるオリジナルシングル。表題曲「Buddy」はアップテンポな楽曲で、テレビアニメ『ラストエグザイル-銀翼のファム-』のオープニングテーマとして使用され、作曲をStereo Fabrication of Youthの江口亮とSchool Food Punishmentが、編曲を江口亮が手掛けている。歌詞の「きみの翼になる」は、劇中で台詞としても使用されている。
初回限定盤には、2011年6月に国際フォーラム ホールAで行われた『坂本真綾 LIVE TOUR 2011"You can't catch me"』のワンマン追加公演の音源が収録された特典CDが同梱されている。

## チャート成績
2011年10月31日付のオリコン週間シングルチャートで10位を獲得。初動売上は1.3万枚を記録し、前作「DOWN TOWN/やさしさに包まれたなら」から約0.3万枚減少した。自身のシングル作品TOP10入りは前作「DOWN TOWN/やさしさに包まれたなら」から2作連続であり通算6作目である。
累計出荷枚数は2.2万枚。

## 批評
hotexpressの山本純は、「疾走感溢れる曲であるが、小節ごとに転調が繰り返されているので、トリッキーかつドラマティックな世界観が展開されている。」と評した。

## 収録曲
（全作詞：坂本真綾）
1. Buddy [4:03]
作曲：School Food Punishment・江口亮、編曲：江口亮、ストリングス編曲：江口亮・村山達哉
backing vocals：内村友美、synthesizer：蓮尾理之、bass：山崎英明、drums：比田井修
strings：桐山なぎさストリングス、all other instruments：江口亮
  - テレビアニメ『ラストエグザイル-銀翼のファム-』オープニングテーマ
2. something little [5:12]
作曲：塚本亮、編曲：山本隆二
acoustic piano, organ & programming：山本隆二、drums：ASA-CHANG、bass：沖山優司、guitars：山本タカシ
tenor sax：武島聡、alto sax：後関好宏、trumpet & flugel horn：川上鉄平
3. Buddy（instrumental）
4. something little（instrumental）

特典CD（初回限定盤のみ）
1. eternal return
2. 秘密
3. DOWN TOWN
4. スピカ
5. みずうみ
6. ボクらの歴史
7. キミノセイ
8. 悲しくてやりきれない
9. ムーンライト（または“きみが眠るための音楽”）

band master & live arrangement, acoustic & eletric guitar, percussion & chorus：北川勝利、drums：佐野康夫、bass：千ヶ崎学
electric guitar：奥田健介、chorus：ハルナ・戸田和雅子、毛利泰士：manipulation